# Список харківських губернаторів
У список включені:
- намісники Харківського намісництва (1780—1796);
- губернатори Слобідсько-Української губернії (1765—1780, 1797—1835);
- губернатори Харківської губернії (1835—1917).

## ПершаСлобідсько-Українська губернія(1765—1780)
| П. І.Б.                      | Світлина | Титул, чин, звання               | Роки перебування на посаді |
| ---------------------------- | -------- | -------------------------------- | -------------------------- |
| Щербінін Євдоким Олексійович |          | генерал-майор (генерал-поручник) | 03.1765—06.1775            |
| Норов Дмитро Автономович     |          | генерал-майор (генерал-поручник) | 1775—1780                  |

## Харківське намісництво(1780—1796)
| Прізвище, ім'я та по батькові | Світлина | Титул, чин                            | Роки перебування на посаді |
| ----------------------------- | -------- | ------------------------------------- | -------------------------- |
| Норов Дмитро Автономович      |          | генерал-майор, з 1783 генерал-поручик | 1780—1788                  |
| Пашков Іван Дмитрович         |          | дійсний статський радник              | 1788—1790                  |
| Кишенський Федір Іванович     |          | бригадир, з 1793 генерал-майор        | 1790—1796                  |

## ДругаСлобідсько-Українська губернія(1797—1835)
| П. І.Б.                       | Світлина | Титул, чин, звання       | Роки перебування на посаді |
| ----------------------------- | -------- | ------------------------ | -------------------------- |
| Теплов Олексій Григорович     |          | дійсний статський радник | 1797—1799                  |
| Сабуров Петро Федорович       |          | дійсний статський радник | грудень 1799—1800          |
| Неверов Кирило Іванович       |          | дійсний статський радник | 15.07.1800—30.11.1800      |
| Зільбергарниш Густав Карлович |          | дійсний статський радник | 30.11.1800—1802            |
| Артаков Андрій Кіндратович    |          | дійсний статський радник | 1802—11.1803               |
| Бахтін Іван Іванович          |          | дійсний статський радник | 11.1803—1814               |
| Муратов Василь Гаврилович     |          | дійсний статський радник | 17.05.1815—1827            |
| Грибовський Михайло Кирилович |          | дійсний статський радник | 15.09.1827—10.1828         |
| Каховський Михайло Іванович   |          | дійсний статський радник | 12.03.1829—1833            |
| Трубецький Петро Іванович     |          | князь, генерал-майор     | >10.11.1833—1835           |

## Харківська губернія(1835—1917)
| Ім'я                                             | Світлина | Титул, чин, звання                                              | Час перебування на посаді |
| ------------------------------------------------ | -------- | --------------------------------------------------------------- | ------------------------- |
| Трубецький Петро Іванович                        |          | князь, генерал-майор                                            | 1835—15.11.1837           |
| Деєр Антон Федорович                             |          | дійсний статський радник                                        | 15.11.1837—20.12.1837     |
| Шереметьєв Василь Олександрович                  |          | граф, статський радник                                          | 21.02.1838—29.01.1839     |
| Устимович Адріан Прокопійович                    |          | дійсний статський радник                                        | 04.02.1839—12.11.1840     |
| Муханов Сергій Миколайович                       |          | дійсний статський радник, генерал-майор                         | 12.11.1840—25.02.1849     |
| Траскін Олександр Семенович                      |          | дійсний статський радник, таємний радник                        | 25.02.1849—10.04.1855     |
| Остен-Саксен Андрій Іванович                     |          | граф, генерал-майор                                             | 10.04.1855—05.05.1856     |
| Лужин Іван Дмитрович                             |          | Свита Його Величности, генерал-майор (генерал-лейтенант)        | 05.05.1856—09.11.1860     |
| Ахматов Олексій Петрович                         |          | Свита Його Величености, генерал-майор                           | 20.11.1860—09.03.1862     |
| Сіверс Олександр Карлович                        |          | граф у званні камергера, дійсний статський радник               | 10.03.1862—25.11.1866     |
| Дурново Петро Павлович                           |          | Свита Його Величености, генерал-майор                           | 29.11.1866—15.07.1870     |
| Кропоткін Дмитро Миколайович                     |          | князь, Свита Його Величности, генерал-майор (генерал-лейтенант) | 15.07.1870—15.02.1879     |
| Валь Віктор Вільгельмович                        |          | Свита Його Величности, генерал-майор                            | 27.02.1879—20.04.1880     |
| Грессер Петро Аполлонович                        |          | генерал-майор                                                   | 20.04.1880—26.07.1882     |
| Калачов Віктор Васильович                        |          | дійсний статський радник                                        | 22.08.1882—24.05.1884     |
| Олександр Олександрович Ікскуль фон Гільденбандт |          | барон, таємний радник                                           | 24.05.1884—30.01.1886     |
| Петров Олександр Іванович                        |          | гофмейстер                                                      | 30.01.1886—24.03.1895     |
| Тобізен Герман Августович                        |          | гофмейстер                                                      | 24.03.1895—02.01.1902     |
| Оболенський Іван Михайлович                      |          | князь, шталмейстер, дійсний статський радник                    | 14.01.1902—31.03.1903     |
| Гербель Сергій Миколайович                       |          | статський радник                                                | 13.04.1903—06.04.1904     |
| Ватаці Еммануїл Олександрович                    |          | дійсний статський радник                                        | 05.1904—11.1904           |
| Старинкевич Костянтин Сократович                 |          | генерал-майор                                                   | 06.11.1904—02.01.1906     |
| Пешков Микола Миколайович                        |          | генерал-майор (генерал-лейтенант)                               | 03.01.1906—11.10.1908     |
| Катеринич Митрофан Кирилович                     |          | дійсний статський радник                                        | 11.10.1908—1915           |
| Протасьєв Микола Васильович                      |          | таємний радник                                                  | 15.07.1915—26.11.1915     |
| Оболенський Микола Леонідович                    |          | князь, статський радник                                         | 07.12.1915—30.06.1916     |
| Келеповський Аркадій Іполитович                  |          | дійсний статський радник                                        | 07.1916—03.1917           |